# Aileu
Aileu è una città di Timor Est, 47 km a sud di Dili, la capitale dello stato. La città di Aileu ha una popolazione di 17 356 abitanti ed è la capitale del distretto di Aileu.
Durante la colonizzazione portoghese, la città era conosciuta col nome di Vila General Carmona, nome dato dal governatore portoghese, generale António Óscar Carmona.